# Automobil- und Tuningmesse Erfurt
Die Automobil- und Tuningmesse Erfurt ist eine Automobilausstellung, die zum ersten Mal vom 15. bis 17. Februar 2008 auf der Messe Erfurt stattfand. Auf über 30.000 m² Ausstellungsfläche soll diese Veranstaltung als Verkaufs- und Präsentationsmesse dienen. Dabei bieten jedes Jahr mehr als 100 Aussteller etwa 1000 Fahrzeuge von 30 verschiedenen Herstellern dar. Neben zahlreichen Neuwagen werden auch Tuningfahrzeuge präsentiert, außerdem gibt es einen Geländeparcours sowie einen Motorsport- und Oldtimer-Bereich.
Auf der Messe 2008 wurden über 25.000 Besucher gezählt. Besonderheiten dieser Messe waren die Deutschlandpremiere des Mazda6 sowie die vier speziell von Porsche Exclusive beziehungsweise Porsche Tequipment angefertigten Messefahrzeuge. 2009 war der Opel Insignia Sports Tourer erstmals auf einer deutschen Automobilmesse zu sehen. Deutschlandpremieren im Februar 2010 gab es vom Nissan Cube, vom Nissan NV200, vom Facelift des Mitsubishi Outlander und vom Elektrofahrzeug Mitsubishi i-MiEV. Außerdem zu sehen waren der MTM Bimoto, der Brabus Bullit oder der circa vier Millionen Euro teure Mercedes-Benz SLR McLaren-Umbau des Schweizer Ueli Anliker namens Anliker SLR 999 Red Gold Dream.

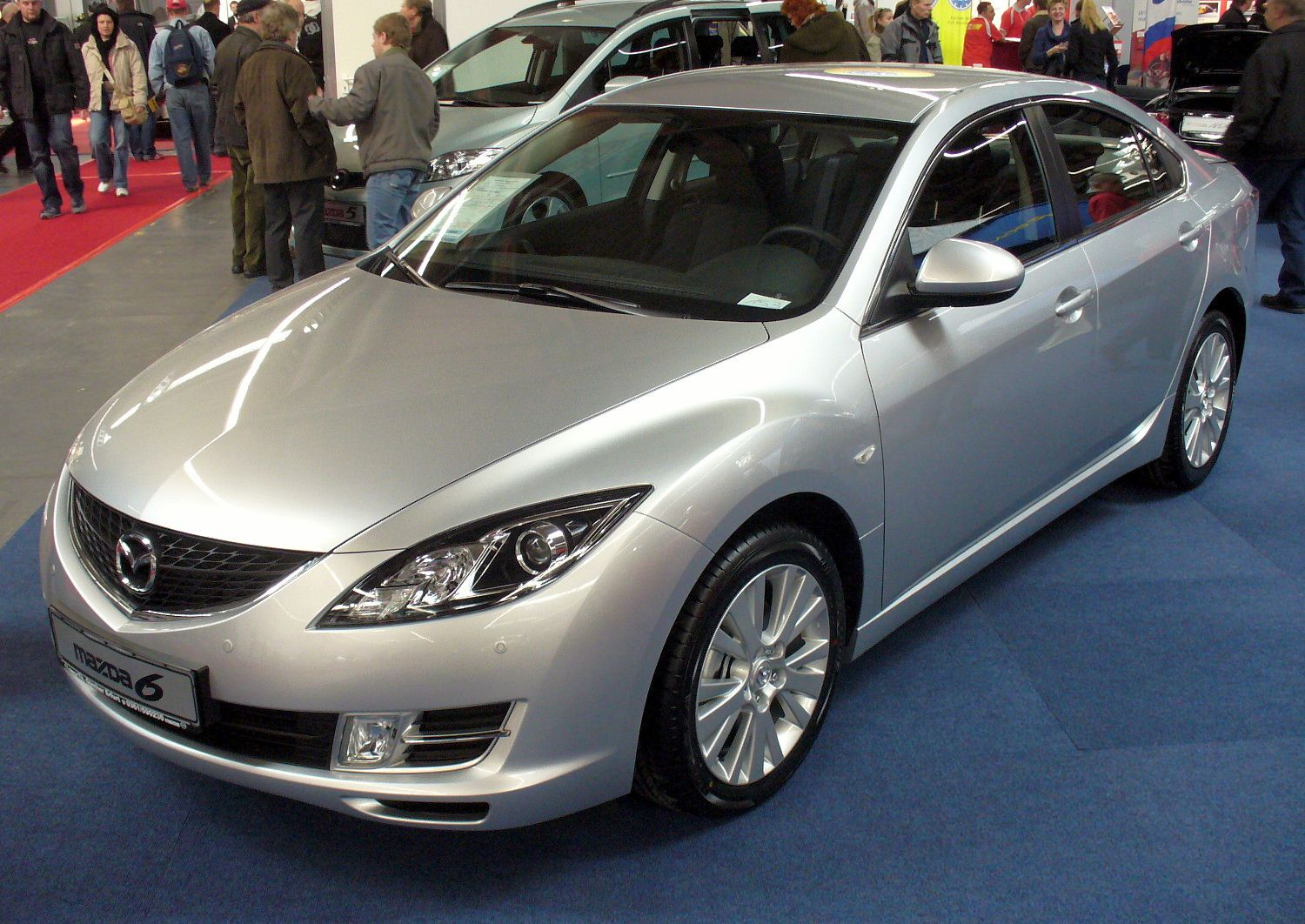
Deutschlandpremiere des Mazda6 2008
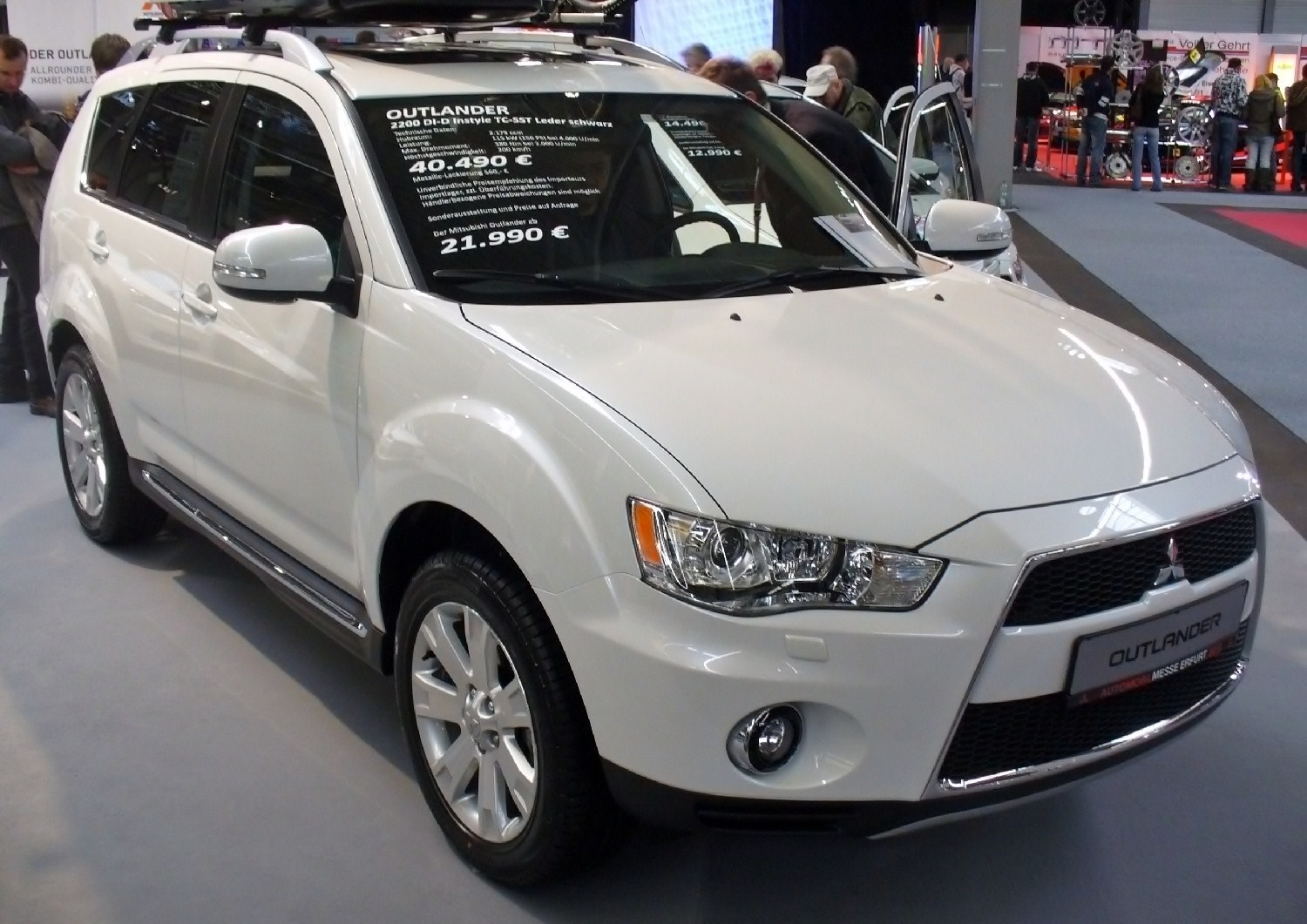
Deutschlandpremiere vom Facelift des Mitsubishi Outlander 2010
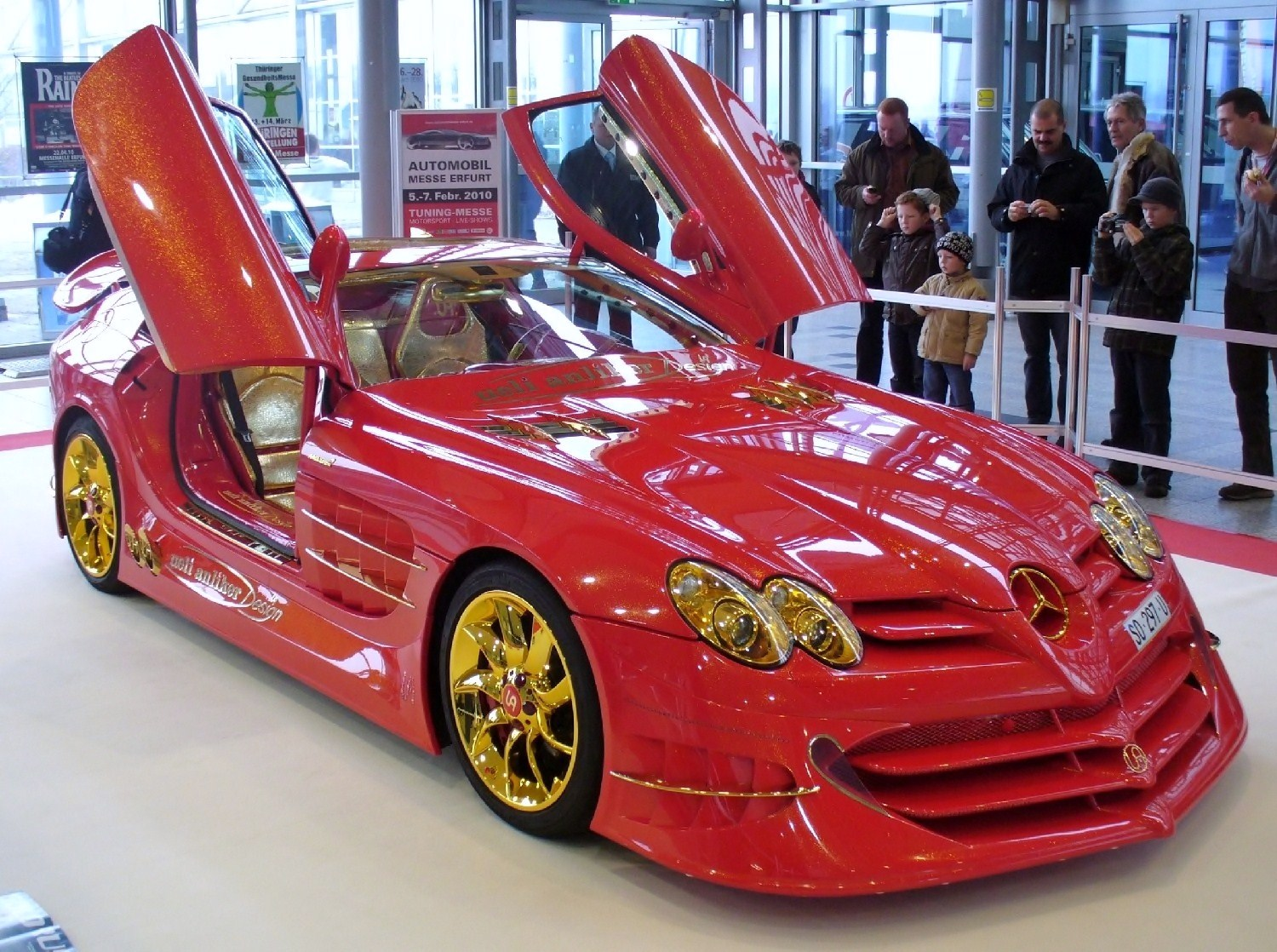
Anliker SLR 999 Red Gold Dream 2010
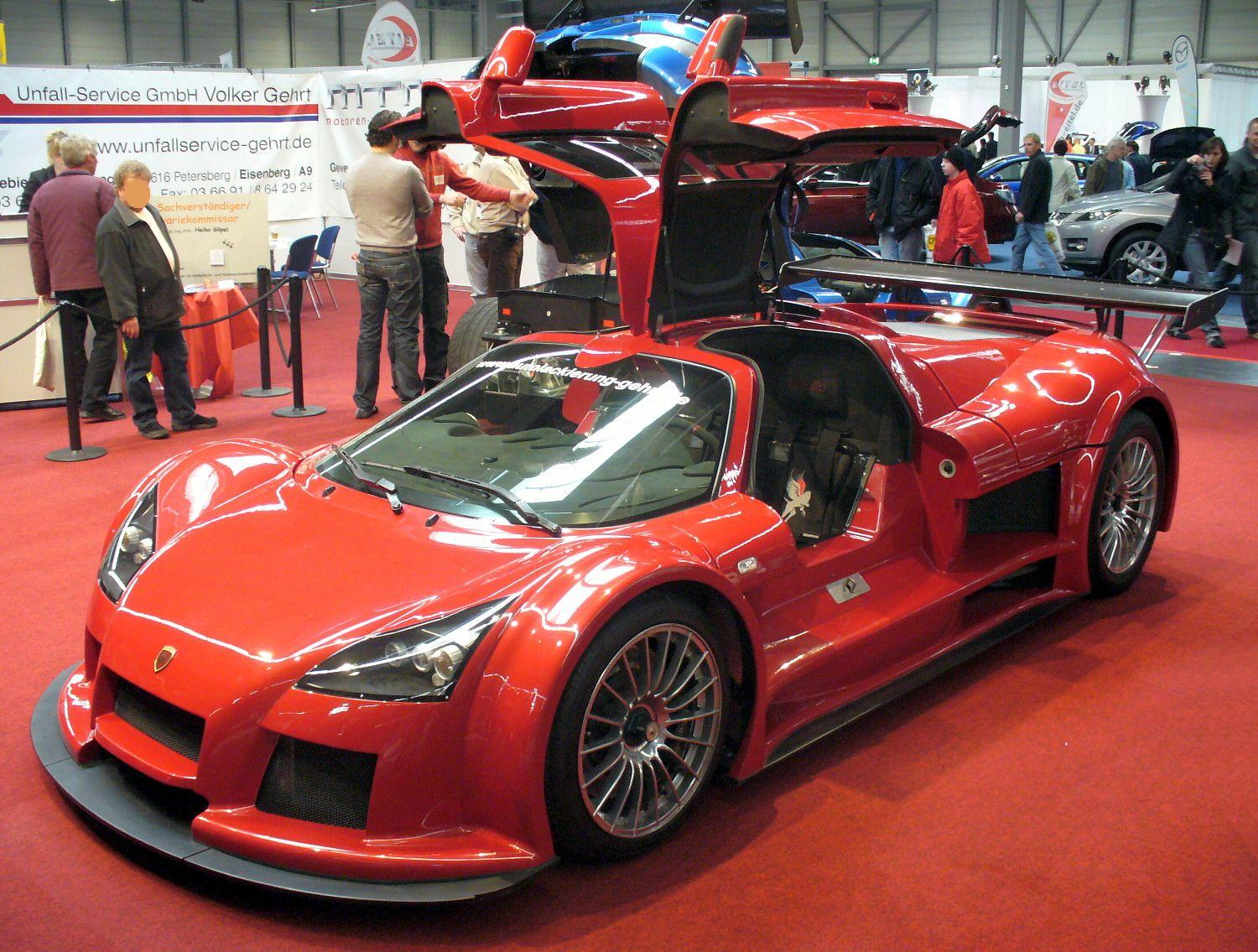
Der in Altenburg, Thüringen hergestellte Gumpert Apollo